# Johnny Torrio
John Donato Torrio (20 de enero de 1882-16 de abril de 1957), también conocido como "Papa Johnny", "The Fox" ("El zorro") y "The Immune" ("El inmune"), fue un gánster italoestadounidense que ayudó a construir el imperio criminal conocido como el Chicago Outfit en los años 1920, que más tarde sería heredado por su protegido, Al Capone. También propuso la idea del Sindicato nacional del crimen en los años 1930 y luego se transformó en consejero no oficial de la Familia criminal Genovese.
El oficial de la Tesorería de los EE. UU., Elmer Irey lo consideró "el gángster más grande de América" y escribió lo siguiente: "Era el más listo y, me atrevo a decir, el mejor de todos los rufianes. 'Mejor' en el sentido de talento, no moral". Virgil W. Peterson de la Comisión del Crimen de Chicago afirmó que sus "talentos como un genio de organización fueron respetados en gran medida por los principales jefes en la zona de la ciudad de Nueva York".

## Biografía

### Primeros años
Nacido como Donato Torrio en Irsina, Basilicata, una comuna de Matera, Italia. Sus padres se llamaban Tommaso y Maria Carluccio originarios de Altamura, Apulia. Después de que su padre muriese cuando él tenía dos años de edad, Torrio emigró junto a su madre viuda a la ciudad de Nueva York en diciembre de 1884. Ella se volvió a casar después.
Sus primeros trabajos fueron como portero y como guardia de seguridad en Manhattan. De adolescente se unió a una pandilla callejera donde terminaría siendo el líder; con el tiempo consiguió ahorrar dinero suficiente para abrir una sala de billar para el grupo, donde se llevaban a cabo actividades ilegales como apuestas y usuras. Los astutos negocios de Torrio captaron la atención de Paolo Vaccarelli ("Paul Kelly"), el líder de la mafiosa Five Points Gang. En esa época, también, Jimmy "The Shiv" DeStefano, Danny "Big Wang" Glaister y Al Capone, que trabajaba en el Kelly's club, admiraban la rápida mente de Torrio y lo aceptaron como mentor. Al mismo tiempo, Torrio admiraba a Vaccarelli, quien sabía mucho acerca de la cultura del crimen organizado; Vaccarelli enseñó al joven para que se vistiera de manera elegante, que dejara de jurar, y que estableciera una fachada como empresario legítimo. Las enseñanzas de Vaccarelli acompañaron a Torrio a lo largo de su vida; más tarde se ganó el sobrenombre de "The Fox" (el zorro), debido a su astucia y a su diplomacia.
La banda de Torrio tenía negocios legales, pero su principal preocupación era la lotería clandestina (numbers game), complementada por ingresos procedentes de las apuestas en el juego, los préstamos ilegales, los secuestros, la prostitución y el tráfico de opio. Capone y DeStefano eran miembros de los Juniors, y pronto se unieron a la Five Points Gang. Con el tiempo, Torrio contrató a Capone y DeStefano para atender el Harvard Inn, un bar en la sección de Coney Island de Brooklyn propiedad del asociado de Torrio en los negocios, Francesco Ioele (llamado Frankie Yale).

### Traslado a Chicago
Torrio era sobrino de Victoria Moresco, la esposa y socia de "Big Jim" Colosimo, quien se había convertido en propietaria de más de cien burdeles en Chicago. Colosimo invitó a Torrio a Chicago para tratar con las demandas de extorsión de la Mano Negra. Torrio eliminó a los extorsionadores y llevó las operaciones de Colosimo y organizó el músculo criminal que se necesitaba para tratar con lo que los amenazaba.
En 1919, Frankie Yale contactó con Torrio y pidió que llevara a Capone a Chicago, pues Capone se había metido en líos cuando golpeó casi hasta la muerte a un miembro de una operación rival, la irlandesa White Hand Gang de los astilleros de Brooklyn (los grandes rivales de Yale en Brooklyn). Estaban buscando a un hombre con la cara cortada, así que Yale envió a Capone a Chicago para quedar oculto por un año. Capone sin embargo, nunca regresaría a Nueva York, convirtiéndose en un enlace entre los burdeles de Torrio en Chicago y pronto se convirtió en el administrador del lupanar The Four Deuces, una de las operaciones de Torrio.

### El asesinato de Colosimo
En 1920, la Prohibición entró en vigor, ilegalizando toda manufactura, compra o venta de bebidas alcohólicas. Torrio inmediatamente se dio cuenta de los inmensos beneficios que el contrabando de alcohol podía suponer y urgió a "Big Jim" Colosimo para que entrara en el negocio. Colosimo, sin embargo, lo rechazó, temiendo que la expansión a otros negocios sólo atraería más atención de la policía y bandas rivales. Durante este mismo período, Colosimo se divorció de Victoria, la tía de Torrio, y se casó con Dale Winter, una actriz y cantante. Winter convenció a Colosimo para que se asentara, vistiera de forma más conservadora y permaneciera fuera de las noticias.
En este punto, Torrio se dio cuenta de que Colosimo era un serio impedimento a las fortunas potenciales de la mafia. Con la aprobación de los aliados de Colosimo, los hermanos Genna y Aiello, Torrio invitó a Frankie Yale a que fuera a Chicago y matase a Colosimo. El asesinato tuvo lugar el 11 de mayo de 1920, en el vestíbulo principal del café restaurante de Colosimo. Nunca se acusó a nadie. Torrio asumió el vasto reino criminal de Colosimo y entró en el contrabando.

### Rivalidad con la Banda del Lado Norte(North Side Gang)
Conforme avanzaban los años veinte Torrio y Capone presidieron la expansión del Chicago Outfit conforme ganaba millones en juego, prostitución, y ahora también contrabando de alcohol. El Outfit pronto empezó a controlar el Loop (zona centro de Chicago), así como gran parte del South Side (Lado Sur). Sin embargo, también quería hacerse con el provechoso territorio del Gold Coast, lo que atrajo la ira de la poderosa Banda del Lado Norte (North Side Gang) liderada por Dean O'Banion.
El Outfit y la Banda del Lado Norte empezaron una alianza frágil, pero se incrementó la tensión entre O'Banion y los Genna (que eran aliados del Outfit) sobre derechos territoriales. Los Genna querían matar a O'Banion, pero Torrio, no queriendo una guerra abierta entre bandas, resistió el movimiento. Finalmente, las tensiones estallaron cuando O'Banion timó a Torrio medio millón de dólares en la adquisición de una fábrica de cerveza y provocó el arresto de Torrio. A Torrio se le agotó la paciencia y ordenó la muerte de O'Banion. El 10 de noviembre de 1924, O'Banion fue asesinado en su floristería del Lado Norte por Yale, John Scalise, y Albert Anselmi. El asesinato de O'Banion desató una guerra territorial brutal y sangrienta entre la Banda del Lado Norte y el Outfit que al final expulsó a Torrio fuera de Chicago.

### Intento de asesinato
El sábado, 24 de enero de 1925, en represalia por el asesinato de O'Banion, los del lado norte, Hymie Weiss, Vincent Drucci, y Bugs Moran atacaron a Torrio cuando regresaba a su apartamento en el número 7011-13 de la Avenida South Clyde después de salir de compras con Anna, su esposa. Una ráfaga de disparos de Weiss y Moran saludó al coche de Torrio, rompiendo su cristal. A Torrio lo alcanzaron en la mandíbula, los pulmones, la entrepierna, las piernas y el abdomen. Weiss intentó darle el tiro de gracia en la cabeza, pero el revólver se atascó. En lugar de eso, Weiss pateó a Torrio repetidamente en el estómago y Moran lo golpeó con una cachiporra. Drucci les hizo la señal de que tenían que irse, y los tres miembros de la Banda del lado Norte abandonaron el lugar. Torrio, gravemente herido, sobrevivió.

### Transferencia a Capone
Torrio, habiendo pasado por cirugía de urgencias, se recobró poco a poco del intento de asesinato. Capone tenía a hombres protegiendo a Torrio las 24 horas del día para asegurarse de que su apreciado mentor estuviera a salvo. A través de toda esta odisea, Torrio, observando el principio de la "omertà" (silencio total), nunca mencionó los nombres de sus asaltantes. Después de salir del hospital, Torrio estuvo un año en la cárcel por violar la Prohibición. Durante su reinado como jefe de la mafia de Chicago, Torrio había sido testigo del gran incremento de la violencia dentro del crimen organizado. La experiencia cercana a la muerte lo asustó profundamente, y esto, combinado con su pena de cárcel, y la creciente dificultad en su trabajo, le convenció de que debía retirarse mientras estaba aún vivo.
A finales del año 1925 Torrio se trasladó a Italia, donde ya no se implicó directamente en el negocio de la mafia, con su esposa y su madre. Dio control total del Outfit a Capone, diciendo cuando se fue "Todo tuyo, Al. ¿Yo? Renuncio. Es Europa para mí".

### Años finales
Torrio regresó a los Estados Unidos en 1928 cuando Benito Mussolini empezó a presionar a la Mafia en Italia. Se le atribuye el haber ayudado a organizar un cártel poco definido de contrabandistas de alcohol en la Costa Este, los Big Seven, en el que participaron varios gánsteres destacados, incluyendo a Lucky Luciano, Longy Zwillman, Joe Adonis, Frank Costello, y Meyer Lansky. Torrio también apoyó la creación de un cuerpo nacional que prevendría el tipo de las guerras territoriales entre bandas que habían estallado en Chicago y Nueva York. Su idea fue bien recibida, y se le concedió gran respeto, pues se le consideraba un "anciano estadista" en el mundo del crimen organizado. Una vez que Luciano implementó el concepto, el Sindicato Nacional del Crimen había nacido. 
Torrio emprendió una serie de negocios legales, incluyendo una compañía de distribución legal de licor y una operación de fianzas en copropiedad con Dutch Schultz. El asesinato de Schultz en 1935 y la amenaza de una persecución por evasión fiscal por su papel en los Big Seven, sin embargo, le llevaron a planear irse a Brasil. Antes de poder hacerlo, sin embargo, fue arrestado por delito contra la Hacienda Pública en 1936 cuando fue a buscar su pasaporte. Torrio se confesó culpable en 1939 y pasó dos años en la cárcel.
Los años posteriores a su excarcelación fueron tranquilos, los pasó en Brooklyn, St. Petersburg, Florida y Cincinnati. Torrio se ocupó principalmente en inversiones inmobiliarias y parece haber cumplido su promesa a su esposa Anna de apartarse de toda actividad que pudiera hacerlo volver al tipo de mala fama que tuvo antes de su condena en 1939.

### Muerte
En 1957, Torrio tuvo un ataque al corazón en Brooklyn mientras estaba sentado en una silla de barbero esperando a que le cortaran el pelo, y murió pocas horas después en un hospital cercano. Los medios de comunicación no supieron nada de su muerte hasta tres semanas después de su entierro.

## Representaciones dramáticas
Torrio ha sido retratado en varias ocasiones en televisión y películas de cine:
- por Nehemiah Persoff en la película de 1959 Al Capone.
- por Charles McGraw en la serie de televisión de 1959 Los Intocables.
- por Harry Guardino en la película de 1975, Capone.
- por Guy Barile en la película de 1992, The Babe.
- por Frank Vincent en el episodio "Young Indiana Jones and the Mystery of the Blues" (1993) de la serie de televisión Las aventuras del joven Indiana Jones.
- por Byrne Piven en el episodio piloto de la serie de televisión de 1993, The Untouchables.
- por Kieron Jecchinis en la serie de televisión de 1994, In Suspicious Circumstances.
- por Greg Antonacci en la serie de la HBO, Boardwalk Empire.
- por David John Cole en la película independiente de 2016 Capone.
- por Paolo Rotondo en la temporada 2 del docudrama "El origen de la mafia", dedicada a Chicago (IMDb).